# Kurume
Kurume (久留米市?, Kurume-shi) è una città del Giappone situata nella prefettura di Fukuoka.
La città ha una popolazione stimata intorno ai 306 140 abitanti e la densità di popolazione pari a 1 332 persone per km². L'area totale è di 229,84 km². La città fu fondata il 1º aprile 1889. Famosi prodotti tradizionali di Kurume sono i kasuri (絣), tessuti di stoffa tinta di indaco; la zuppa di maiale (tonkotsu) e le tagliatelle con il ramen.

## Università
- Università di Kurume
- Research institutes
- Kurume University Hospital

## Piatti tipici
- Ramen
- Yakitori
- Udon

## Amministrazione

### Gemellaggi
- Hefei, dal 1980